# Snow Garden (CoCoのアルバム)
『Snow Garden』(スノー・ガーデン)は、CoCoの2枚目のオリジナル・アルバム。1990年11月7日にポニーキャニオンから発売された。

## 収録曲
1. 明日の恋 [2:59]
作詞：田口俊／作曲：いしいめぐみ／編曲：亀田誠治
2. THE FIRST SNOW [4:47]
作詞・作曲・編曲：有賀啓雄
3. 妖精たちのラプソディー [4:16]
作詞：及川眠子／作曲：松本俊明／編曲：亀田誠治
4. 君の歌、僕の歌 [4:51]
作詞：森本抄夜子／作曲：朝倉紀幸／編曲：有賀啓雄
5. ささやかな誘惑 [4:31]
作詞：及川眠子／作曲：都志見隆／編曲：中村哲
  - 4thシングル。